# Matthieu Rosset
Matthieu Rosset (Lyon, 1990. május 26. –) Európa-bajnok francia műugró, a lyoni Union sportive de L’Ouest sportolója.

## Élete
A 2010-es budapesti műugró-Európa-bajnokságon – Damien Celyvel – a 6. helyen végzett a férfi 3 méteres szinkronugrásban, s míg az 1 méteres műugrásban a 9., addig 3 méteren a 13. helyen zárt. 2012-ben rendeztek először csapatversenyt az eindhoveni Eb-n, melyet Audrey Labeau-val párban – 416,50 ponteredménnyel – meg is nyert, megelőzve az ukrán és orosz kettőst. A férfi 3 méteres műugrás döntőjében aranyérmet, 1 méteren pedig bronzérmet szerzett, míg a 3 méteres szinkronugrás versenyében – Damien Celyvel párban – a negyedik helyen végzett. A 2012-es londoni olimpián, a 3 méteres számában a 15. helyen zárt.
A 2014-es úszó-Európa-bajnokság csapat műugrás versenyszámában Laura Marinóval párban a negyedik helyen végzett, majd 1 méteren – alig több mint nyolc ponttal lemaradva – a harmadik helyen zárt. Ugyanitt 3 méteren csak a 6. helyet sikerült megszereznie.
A 2015-ös rostocki mű- és toronyugró-Európa-bajnokság 1 méteren az első helyen végzett, csakúgy mint 3 méteren, ahol a 476,70 pontja nemcsak hogy az aranyérem megszerzésére volt elegendő, de ezzel kvótát is szerzett hazájának a 2016-os riói olimpiára. Ugyanitt csapatversenyben – Laura Marinóval, ugyanúgy mint egy évvel korábban – negyedikként végzett. A kazanyi vizes-vb-n 1 méteren is, és 3 méteren is bekerült a döntősök közé, de mindkétszer a 10. helyen zárt. A vegyes csapatok versenye sem hozott kellő sikert számára, mivel eb-s csapattársával, Marinóval az 5. helyet tudta megszerezni.
A 2016-os riói kvalifikációs viadalon 3 méteren a 4., míg szinkronban, Antoine Catellel a 15. helyet sikerült megszereznie. A londoni úszó-Európa-bajnokság sem hozott számára sikert, ahol 1 méteren ötödik, 3 méteren pedig hetedik lett, míg a vegyes csapatverseny viadalában az ötödik helyén végzett társával, Laura Marinóval. 2016 augusztusában, 26 évesen ott volt Rio de Janeiróban, pályafutása második olimpiáján, ahol a műugrás férfi egyéni 3 méteres versenyszámának 29 fős mezőnyében a 23. helyet sikerült begyűjtenie.

## Eredmények
| Sportesemény                        | Versenyszámok | Versenyszámok | Versenyszámok | Versenyszámok | Versenyszámok |
| Sportesemény                        | 1 m           | 3 m           | 3 m szinkron  | 10 m torony   | 10 m szinkron |
| ----------------------------------- | ------------- | ------------- | ------------- | ------------- | ------------- |
| 2006-os junior műugró-Eb            | –             | –             | 7.            | –             | –             |
|                                     |               |               |               |               |               |
| 2007-es francia junior bajnokság    |               |               |               | –             | –             |
| 2007-es junior műugró-Eb            | –             | 8.            | 4.            | –             | –             |
| 2007-es úszó-vb                     | –             | –             | 9.            | –             | –             |
|                                     |               |               |               |               |               |
| 2008-as műugró-Eb                   | 4.            | –             | 6.            | –             | –             |
| 2008-as nyári olimpia               | –             | –             | 16.           | –             | –             |
|                                     |               |               |               |               |               |
| 2009-es úszó-vb                     | 23.           | –             | 9.x           | –             | –             |
|                                     |               |               |               |               |               |
| 2010-es madridi Gran Prix           | –             | 8.            |               | –             | –             |
| 2010-es bolzanoi Gran Prix          | –             | 9.            |               | –             | –             |
| 2010-es Fort Lauderdale-i Gran Prix | –             | 10.           | 4.            | –             | –             |
| 2010-es montreali Gran Prix         | –             | 7.            | 7.            | –             | –             |
| 2010-es műugró-Eb                   | 9.            | 13.           | 6.x           | –             | –             |
|                                     |               |               |               |               |               |
| 2011-es madridi Grand Prix          | –             | 9.            | 4.x           | –             | –             |
| 2011-es mű- és toronyugró-Eb        |               | 4.            | x             | –             | –             |
| 2011-es montreali Gran Prix         | –             | 8.            | 4.x           | –             | –             |
| 2011-es rostocki Gran Prix          | –             | –             | 7.x           | –             | –             |
| 2011-es bolzanói Gran Prix          |               |               | x             | –             | –             |
| 2011-es úszó-vb                     | 21.           | 7.            | 8.x           | –             | –             |
|                                     |               |               |               |               |               |
| 2012-es műugró-világkupa            | –             | 18.           | 11.x          | –             | –             |
| 2012-es montreali Gran Prix         | –             | 16.           | –             | –             | –             |
| 2012-es úszó-Eb                     |               |               | 4.x           | –             | –             |
| 2012-es madridi Gran Prix           | –             |               | x             | –             | –             |
| 2012-es nyári olimpia               | –             | 15.           | –             | –             | –             |
|                                     |               |               |               |               |               |
| 2014-es rostocki Gran Prix          | –             |               | –             | –             | –             |
| 2014-es úszó-Eb                     |               | 6.            | –             | –             | –             |
|                                     |               |               |               |               |               |
| 2015-ös gatineau-i Gran Prix        | –             |               | –             | –             | –             |
| 2015-ös mű- és toronyugró-Eb        |               |               | –             | –             | –             |
| 2015-ös úszó-vb                     | 10.           | 10.           | –             | –             | –             |
|                                     |               |               |               |               |               |
| 2016-os rostocki Gran Prix          | –             | 8.            | 1             | –             | –             |
| 2016-os műugró-világkupa            | –             | 4.            | 15.1          | –             | –             |
| 2016-os San Juan-i Grand Prix       | –             |               | 1             | –             | –             |
| 2016-os gatineaui Grand Prix        | –             | –             | 4.1           | –             | –             |
| 2016-os úszó-Eb                     | 5.            | 7.            | –             | –             | –             |
| 2016-os bolzanói Grand Prix         | –             |               | –             | –             | –             |
| 2016-os nyári olimpia               | –             | 23.           | –             | –             | –             |
|                                     |               |               |               |               |               |
| 2017-es gatineaui Grand Prix        | –             | 7.            | 5.1           | –             | –             |
| 2017-es San Juan-i Grand Prix       | –             | 6.            | 4.1           | –             | –             |

_____
x Damien Cely
1 Antoine Catel
Csapatversenyeken
| Sportesemény                          | Partnere     | Eredmény |
| ------------------------------------- | ------------ | -------- |
| 2014-es úszó-Eb, Berlin               | Laura Marino | 4.       |
| 2015-ös mű- és toronyugró-Eb, Rostock | Laura Marino | 4.       |
| 2015-ös úszó-vb, Kazany               | Laura Marino | 5.       |
| 2016-os úszó-Eb, London               | Laura Marino | 5.       |